# El Picazo
El Picazo es un municipio y localidad española de la provincia de Cuenca, en la comunidad autónoma de Castilla-La Mancha. El término municipal, atravesado por el río Júcar, tiene una población de 704 habitantes (INE 2024). Está situado a unos 25 km de Motilla del Palancar (a cuyo partido judicial pertenece), a una altitud de 698 m sobre el nivel del mar. Se sitúa en la comarca de La Manchuela y pertenece a la Asociación de Desarrollo Integral de la Manchuela conquense. El municipio, conocido por ser la sede de la RF Universidad, tiene una extensión total de 24,9 km².

## Toponimia

### Origen
Trifón Muñoz Soliva en 1866, en su “Historia de Cuenca” (Tomo I pág. 63) da una curiosa etimología del nombre Picazo: “Sale de la palabra egipcio-fenicia pica, lluvia. Los griegos le añadieron zoe, vida o zoom animal.” Así el nombre "Picazo" significaría "lluvia vital o pueblo abundante en lluvias y animales". Sin embargo, dicha etimología es discutida al no ser probable que la primitiva población de esta región haya tenido mucha relación con egipcios ni fenicios.
El nombre de Picazo, según otra teoría, derivaría por una parte de la raíz pic- proveniente del ibérico pike, que significa “cuesta o pendiente”; y por otra del sufijo –azo (igual que –acho y –ayo) deriva del latín -aceus, -acea, en sentido aumentativo o peyorativo. Ambos designan la “cumbre aguda de una montaña”, es decir, la cima de un cerro o montaña. Con este sentido aparecen diversos lugares a lo largo de toda la geografía española. Así aparece el pico Picacho en Talayuelas (Cuenca) el monte El Picazo y el caserío de El Picazo en Huerta de la Obispalía (Cuenca); Picacho, aldea y faro en Huelva; pico Picacho en Sevilla; pico Picato en Lugo; monte Picayo en Valencia, cerca de Sagunto; pico Picazo en Soria; Picazo, pueblo en Guadalajara. Todos son lugares altos o situados en alturas. Sin embargo, dicha teoría se topa con la realidad de que el pueblo está situado en un valle, y no en una montaña. Se dice, entonces, que probablemente el origen del pueblo se encuentra en un lugar distinto pero cercano, tal como el cerro de Santa Quiteria.
Otra versión del significado del nombre "Picazo" es que derivara del uso de esta palabra para designar un corte seco hecho con un pico o herramienta similar, que deja una señal en la superficie en forma de "V", algo que puede tener cierta lógica debido a que el pueblo se encuentra metido en la tierra, en una zona erosionada por el río Júcar y arriba quedan Sisante y Rubielos Bajos, dejando a El Picazo dentro de un valle con forma de "V".

### Evolución
Desde los primeros documentos medievales se nombra la localidad como Picaço o el Picaço y ya, a partir del siglo XVIII, cuando se moderniza la ortografía, comienza a llamarse Picazo y el Picazo.
En 1839 en el Boletín Oficial de la Provincia de Cuenca aparece con el nombre de Picazo de Alarcón. A partir de dicho año salvo el año 1844 que se le llama El Picazo, sólo se utiliza el nombre de Picazo.
Los sellos oficiales del Ayuntamiento y Juzgado de Paz lo llaman Picazo hasta principios del siglo XX. A partir de 1910 se le agregó el artículo El en los documentos oficiales.
Con frecuencia ha sido también denominado El Picazo como El Picazo del Júcar, si bien nunca ha sido utilizado dicho nombre en documentos oficiales ni por el Ayuntamiento ni por el Juzgado de El Picazo, ni tampoco por la administración oficial de la provincia de Cuenca. Posiblemente dicho nombre se deba a una costumbre para distinguirlo de otros pueblos con el mismo nombre, principalmente el de la provincia de Guadalajara, o quizás por asociación con el resto de los pueblos de la margen del Júcar que utilizan ese agregado: Olivares del Júcar, Valverde del Júcar, Villalgordo del Júcar, Alcalá del Júcar ...
La primera vez que aparece ese nombre en un documento oficial es en una comunicación recibida del Ayuntamiento de Campo de Criptana sobre quintas en el año 1917. En los años siguientes aparece en varias comunicaciones de los Ayuntamientos de Pozo Seco (1918), Casasimarro (1919), Madrid (1920 y 1922), Almodóvar del Pinar (1923), Valencia (1924) y Manzanares (1924). Siempre que ha aparecido dicho nombre lo ha hecho en comunicaciones dirigidas al Ayuntamiento de El Picazo, pero nunca en ningún documento que haya salido del Ayuntamiento. 
Por otra parte, el añadido del artículo "El" al nombre tradicional del pueblo ("Picazo") se debería a la costumbre poner artículo a los nombres de pueblos. Así, hay pueblos de la zona que, pese a no incorporar a su nombre dicho artículo, es frecuente oírlos decir con artículo: el Campillo, la Motilla, el Quintanar y las Casas de Benítez.

## Geografía
Se puede considerar montañoso por su entorno, excepto en la penillanura de Sisante, situada al oeste del término municipal. El pueblo está situado en un profundo valle en forma de depresión a las orillas del río Júcar (en el cual se encuentra el embalse de Castillejos), pasando también muy cerca de la localidad el trasvase Tajo-Segura. El municipio se encuentra a 698 m sobre el nivel del mar, pero fuera de la depresión a la que da lugar el paso del río se alcanzan cotas de más de 750 m. 
Se sitúa a 89 km de la capital provincial y forma parte de la comarca La Manchuela conquense. 
| Noroeste: Tébar   | Norte: Tébar | Nordeste: Pozorrubielos de la Mancha                     |
| Oeste: Sisante    |              | Este: Pozorrubielos de la Mancha y Villanueva de la Jara |
| Suroeste: Sisante | Sur: Sisante | Sureste: Casasimarro y Alarcón (exclave)                 |

Disfruta de un clima mediterráneo continentalizado de inviernos duros y largos, destacando fuertes heladas, usualmente por debajo de los -10 grados, y veranos cortos y calurosos aunque suavizados por la humedad del río Júcar.
Está comunicado por la carretera N-310, encontrándose la Autovía del Este a sólo 5 kilómetros de la localidad, que atraviesa parte del término municipal entre los pK 193 y 195. 

## Historia

### Orígenes
Los primeros restos de población que se conocen en la zona son los de un poblado celtibérico hallados en el cerro de Santa Quiteria (actualmente en término de Tébar). Los pueblos asentados en esta región fueron romanizados a lo largo del s. II a. C. y probablemente, la primitiva población asentada en el poblado del cerro, al avanzar la colonización romana y desaparecer la necesidad de protegerse de ataques enemigos, fue abandonando el emplazamiento primitivo en la altura del cerro y fue bajando siguiendo la ribera de la Rambla de Tébar (que en la antigüedad sería un arroyo con agua la mayor parte del año) hasta afincarse definitivamente en la orilla del río Júcar, a lo largo de la calzada romana, dejando abandonado el poblado de Santa Quiteria.
De dicha época está documentada la existencia de una vía romana secundaria que, partiendo del puente romano de El Picazo en Alarcón, llegaba hasta Chinchilla (donde se unía con la vía que partiendo de Complutum (Alcalá de Henares) llegaba hasta Carthago Nova (Cartagena), siguiendo los actuales caminos de Alarcón y de La Losa. La población se fue afincando por esas fechas a lo largo del camino y dando origen al actual pueblo. 
Desde los primeros documentos que aparecen, se describen diversas casas de campo habitadas entre Santa Quiteria y el emplazamiento del pueblo actual (La Veguilla, Calvillos, Casa de Cardos...).

### La llegada de los árabes
Con la llegada de los árabes comienza el desarrollo del núcleo de población y su asentamiento definitivo en la ribera del río Júcar. Si bien no quedan restos de aquella época, sí que ha perdurado su recuerdo en la cultura y forma de vida de El Picazo.
De esta época proviene la leyenda del peñasco de la Encantada, promontorio existente al norte del término municipal que, según dicha leyenda, está habitado por una mora encantada que cada año, el día de san Juan, baja a la orilla del río a peinar sus cabellos.
De esa cultura proviene diversas prácticas tradicionales en el pueblo, como la forma de matar los pollos, desangrándolos antes de comerlos, según la costumbre islámica, y diversas técnicas de cultivo y construcción, en especial las presas y molinos en el río. Una de sus aportaciones principales fue el sistema de riego. Para ello, fabricaron una azuda en el río, que asociada a una noria y aprovechando la fuerza de la corriente, elevaba el agua por medio de cangilones o arcaduces y permitía su distribución a través de las balsas y canalizaciones a toda la huerta. Este ingenio hidráulico fue un elemento esencial en la vida de El Picazo durante siglos y su sistema de riego ha perdurado exactamente igual hasta el último tercio del siglo XX, al ser sustituido por la instalación de motores y riego por aspersión.

### El Picazo tras la Conquista cristiana
La historia de El Picazo va unida a Alarcón como aldea suya hasta el siglo XVII y como lugar dependiente de Alarcón hasta bien entrado el siglo XIX, cuando adquiere la categoría de villa.
Alarcón fue conquistada definitivamente por Hernán Martínez de Cevallos en nombre de Alfonso VIII en 1184. La villa de Alarcón, una vez que pasó definitivamente a manos cristianas, fue reconstruida y poblada por gran afluencia de nobles. El rey Alfonso VIII, dada la importancia de Alarcón como punto estratégico de defensa de la frontera sur contra los moros, aumentó sus defensas, la repobló y le otorgó un fuero propio. El Picazo, dada la cercanía debió de ser una de las primeras aldeas de Alarcón, bien por donación real o por haber sido poblada por vecinos de Alarcón dentro de su término.
En el reparto de moneda de 1420 aparece Picazo como aldea de Alarcón. ("Alarcón y sus aldeas Vadenebro, Villanueva, Picaço, Olmedilla, Valfermoso, Pozo Seco, Tébar, Gascas y Villalba"). De nuevo aparece la aldea de Picazo en el reparto de moneda acordado en las Cortes el 15 de octubre de 1433 para la guerra contra los moros.
En el siglo XV, el señorío de Alarcón, y con él El Picazo, pasó a poder de Juan Pacheco, primer marqués de Villena. Este era dueño de casi toda La Mancha, parte de Andalucía y Murcia, y sus posesiones se extendían desde Cuenca hasta Almería. A la muerte de Enrique IV, el marqués de Villena tomó partido por Juana la Beltraneja comenzando las guerras entre el marquesado y los Reyes Católicos. La guerra empezó en 1475 con la sublevación de Alcaraz.
Los reyes invitaron a todas las villas y lugares del marquesado a separarse de la obediencia del marqués y a tomar las armas a favor de la Corona de Castilla. Las principales villas del marquesado, cansadas del continuo cambio de dueño, se fueron sublevando contra el marqués y tomando partido por los Reyes Católicos. Los reyes exigían la entrega de las fortalezas, que solían ser derribadas a continuación para evitar nuevas sublevaciones. Razón por la que han desaparecido la mayoría de los castillos de La Mancha. Cansadas de la guerra ambas partes, se llegó a un acuerdo que puso fin a las luchas, por el que el marqués conservaba las villas que le seguían siendo fieles y perdía el resto a favor de los Reyes Católicos.
Duró poco tiempo el acuerdo y enseguida se desató una segunda guerra. Los reyes enviaron a Jorge Manrique y Pedro Ruiz de Alarcón a luchar contra las villas de Belmonte, Alarcón y Castillo de Garcimuñoz. Se produjeron innumerables escaramuzas por todo el territorio, saqueando y destruyendo numerosos lugares (Cañavate, Villanueva de la Jara, Villarrobledo, El Peral, etc). Los vecinos de Alarcón resistieron a las tropas reales y no hubo forma de apoderarse de la fortaleza. Jorge Manrique murió en el asalto al Castillo de Garcimuñoz. Los Reyes Católicos, para acabar con la sangría de dinero y soldados, el 1 de marzo de 1480 reconocieron definitivamente al marqués de Villena la posesión de Alarcón, su castillo, término y aldeas así como la de otras villas fieles: Castillo de Garcimuñoz, Belmonte, Escalona, etc.
El señorío de Alarcón quedó reducido a: Alarcón, Olmedilla de Alarcón, Gascas, Honrubia, Torrubia del Castillo, La Almarcha, Hinojosa, Zafra, Castillo de Garcimuñoz, Pinarejo, Atalaya, Tébar, El Picazo, Rubielos Altos, Valhermoso y Valverdejo.
Acabadas las guerras, Alarcón y sus aldeas vivieron su mayor periodo de esplendor monumental, con la construcción y embellecimiento de iglesias y casas durante el gobierno del marqués de Villena Diego López Pachecho, que falleció el 26 de noviembre de 1529.
Enseguida entra Alarcón en un periodo de decadencia, consecuencia de varias causas: el final de las guerras interiores y el valor relativo de las fortalezas y castillos; el cambio de la nobleza que va dejando sus castillos y se hace cortesana; los hidalgos que emigran al Nuevo Mundo o se establecen en las aldeas para atender sus propiedades y alejarse de la presión del señor. Es el periodo de crecimiento y desarrollo de las aldeas que enseguida superan a Alarcón en población.
Hasta el siglo XVI El Picazo, se componía de unas pocas casas de huertas, dos molinos harineros en el río, un mesón en la plaza, algunas casas alrededor de la iglesia y poco más. Formaba parte de los términos de la villa de Alarcón y dependía, como ella, del marqués de Villena y duque de Escalona, que nombraba a los alcaldes y demás autoridades.
A mediados del siglo XVI y durante todo el XVII se va trasladando a El Picazo una buena parte de los hidalgos de Alarcón, en donde construyen sus casas señoriales. Así aparecen los Montoya, Granero, Carrillo, Alfaro, Peralta, Portillo, Villanueva, Ruiz Monsalve, Morales, Cardos, Peñaranda, Mondéjar, etc.

### A partir delsigloXVIII
A comienzos del siglo XVIII ya supera en población a Alarcón. En el catastro del Marqués de la Ensenada (1750) El Picazo tiene una población de 281 vecinos, 1080 habitantes. Bien entrado el siglo XIX adquiere la categoría de villa independiente de Alarcón.
A mediados del siglo XIX, el lugar contaba con una población censada de 1456 habitantes. La localidad aparece descrita en el decimotercer volumen del Diccionario geográfico-estadístico-histórico de España y sus posesiones de Ultramar de Pascual Madoz de la siguiente manera:

PICAZO: v. con ayunt. en la prov. y dioc. de Cuenca (10 leg.), part. jud. de Motilla del Palancar (4), aud. terr. de Albacete (10), c. g. de Castilla la Nueva (Madrid 29): sit. en terreno llano entre 2 pequeños cerros y en la márg. der. del r. Júcar, ofreciendo un punto de vista bastante halagüeño la esterilidad de sus cerros con lo frondoso de sus huertas: el clima es templado, los vientos mas frecuentes los de E. y O., y las enfermedades reinantes las calenturas intermitentes. Consta la pobl. de 350 casas, y la de ayunt. que sirve tambien de cárcel; hay una escuela de primera educacion, á la que asisten 40 niños, y otra de niñas concurrida por 50; aquella tiene de dotacion 2,100 rs., y esta 2,000: las aguas de que se surte el vecindario son de buena calidad, y. para recreo de los vec. hay una hermosa alameda: la igl. parr. (Ntra. Sra del Rosario) es aneja de la de Tebar y su edificio es regular. El térm. confina por N. con Alarcon; E. Villanueva de la Jara; S. Sisante, y O. Tebar: en su jurisd. y á la márg. del r. se encuentran varias casas de hortelanos: su terreno es poco fértil y bastante quebrado, si se esceptua la parte de vega, la que produce bien: el citado r. cruza una gran parte del térm.: los caminos son locales y en mal estado: la correspondencia se recibe de San Clemente por balijero el lunes, jueves y sábado. prod.: trigo, cebada, centeno, vino, aceite y muchas hortalizas; se cria ganado lanar, y caza de liebres, perdices y conejos, y pesca de truchas, barbos y peces. ind.: la agrícola y 2 molinos harineros de 4 piedras. comercio: la venta de granos y algun ganado y la importacion de arroz, bacalao y telas de vestir. pobl.: 366 vec., 1,456 alm. cap. prod.: 2.112,680 rs. imp.: 105,634: el presupuesto municipal asciende á 3,000 rs., y se cubre con el prod. de propios y otros arbitrios.
(Madoz, 1849, p. 10)

Tras un breve periodo en el que llegó a superar los 2000 habitantes, durante la segunda mitad del siglo XX sufrió, como muchos pueblos de la zona, una fuerte emigración hacia otros lugares (Madrid, Valencia, Cataluña, ...). 
En la última década del siglo XX consiguió estabilizar su población, registrándose desde entonces un aumento en el número de casas de nueva construcción.

## Demografía
El Picazo cuenta con una población de 704 habitantes (INE 2024).
| Gráfica de evolución demográfica de El Picazo entre 1842 y 2021                                                                                             |
| |
| Población de derecho según los censos de población del INE Población de hecho según los censos de población del INEEn este censo se denominaba Picazo: 1842 |

## Economía
Las principales actividades económicas del municipio se centran en la agricultura (destacando los productos hortícolas, el cereal, el olivar, la vid y los árboles frutales), ganadería (principalmente ovina) y la cacería de buitres.
Hay que tener en cuenta también la central eléctrica en el embalse de El Picazo, y la actividad comercial y hostelera del municipio.

## Administración y política

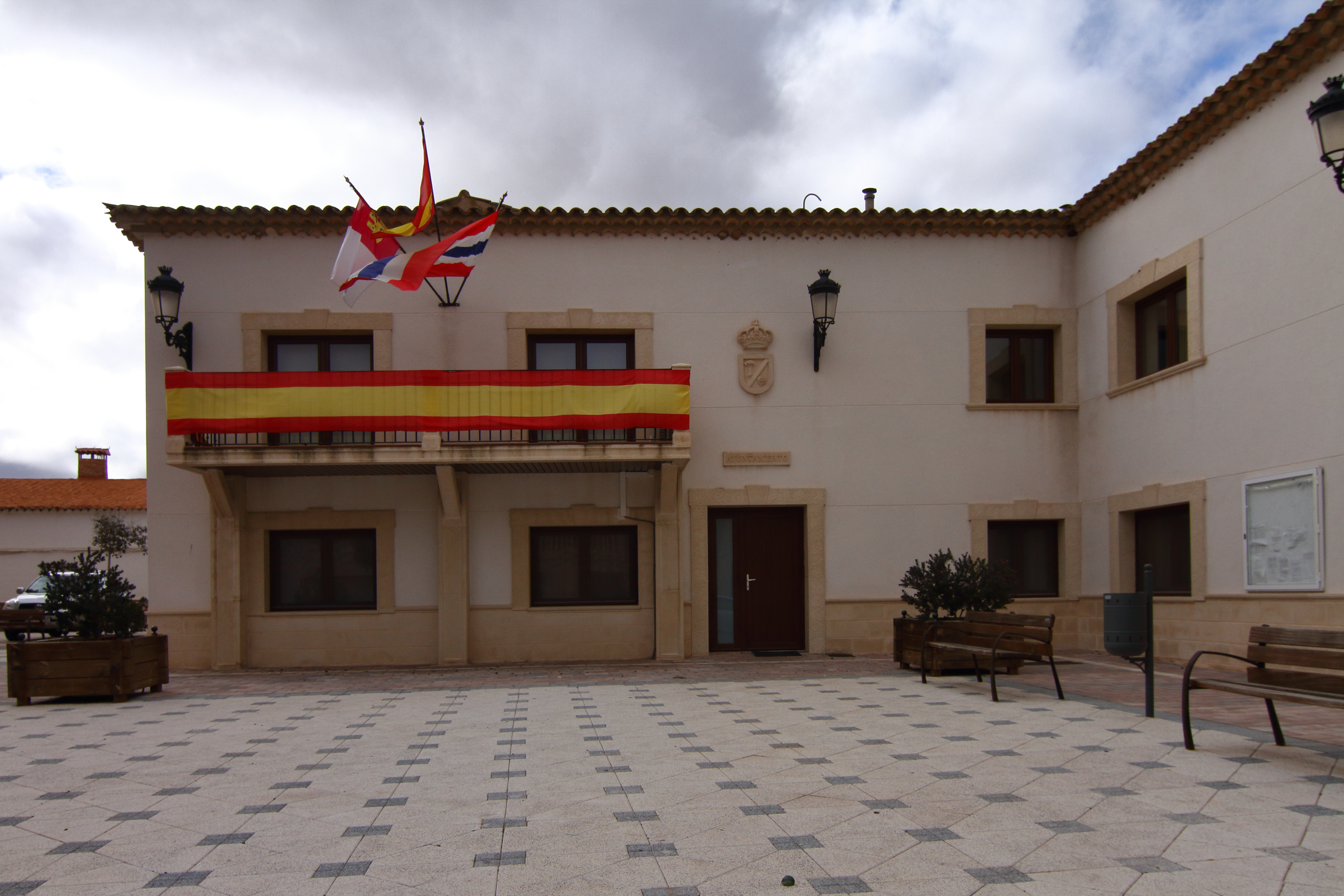
Ayuntamiento de El Picazo

Actualmente el gobierno local corre a cargo del PSOE (Partido Socialista Obrero Español), teniendo como alcalde a Don Carlos Lorenzo Pastor Lafuente.
Tras las elecciones celebradas el 26 de mayo de 2019 el reparto de concejales es el siguiente:
- Partido Socialista Obrero Español: 4 concejales
- Partido Popular: 3 concejales

| Elecciones | PSOE | PP | CDL | AP | CDS | UCD |
| ---------- | ---- | -- | --- | -- | --- | --- |
| 1983       | 3    | -  | -   | 3  | -   | 1   |
| 1987       | 4    | -  | -   | 2  | 1   | -   |
| 1991       | 5    | 2  | -   | -  | -   | -   |
| 1995       | 5    | 2  | -   | -  | -   | -   |
| 1999       | 4    | 3  | -   | -  | -   | -   |
| 2003       | 4    | 3  | -   | -  | -   | -   |
| 2007       | 4    | 3  | -   | -  | -   | -   |
| 2011       | 2    | 3  | 2   | -  | -   | -   |
| 2015       | 3    | 4  | -   | -  | -   | -   |
| 2019       | 4    | 3  | -   | -  | -   | -   |

### Alcaldes
Listado de alcaldes de El Picazo desde la restauración de la democracia en 1976.
| Periodo   | Alcalde                        |
| --------- | ------------------------------ |
| 1976-1979 | Jaime Fernández Sáiz           |
| 1979-1983 | Hermenegildo Sevilla Ayuso     |
| 1983-1985 | Santiago Pastor Blanco         |
| 1986-1987 | Valentín Armero Cerrillo       |
| 1987-2011 | Joaquín Saíz Escudero          |
| 2011-2019 | Ángel Javier Martínez Sevilla  |
| 2019-     | Carlos Lorenzo Pastor Lafuente |

## Patrimonio

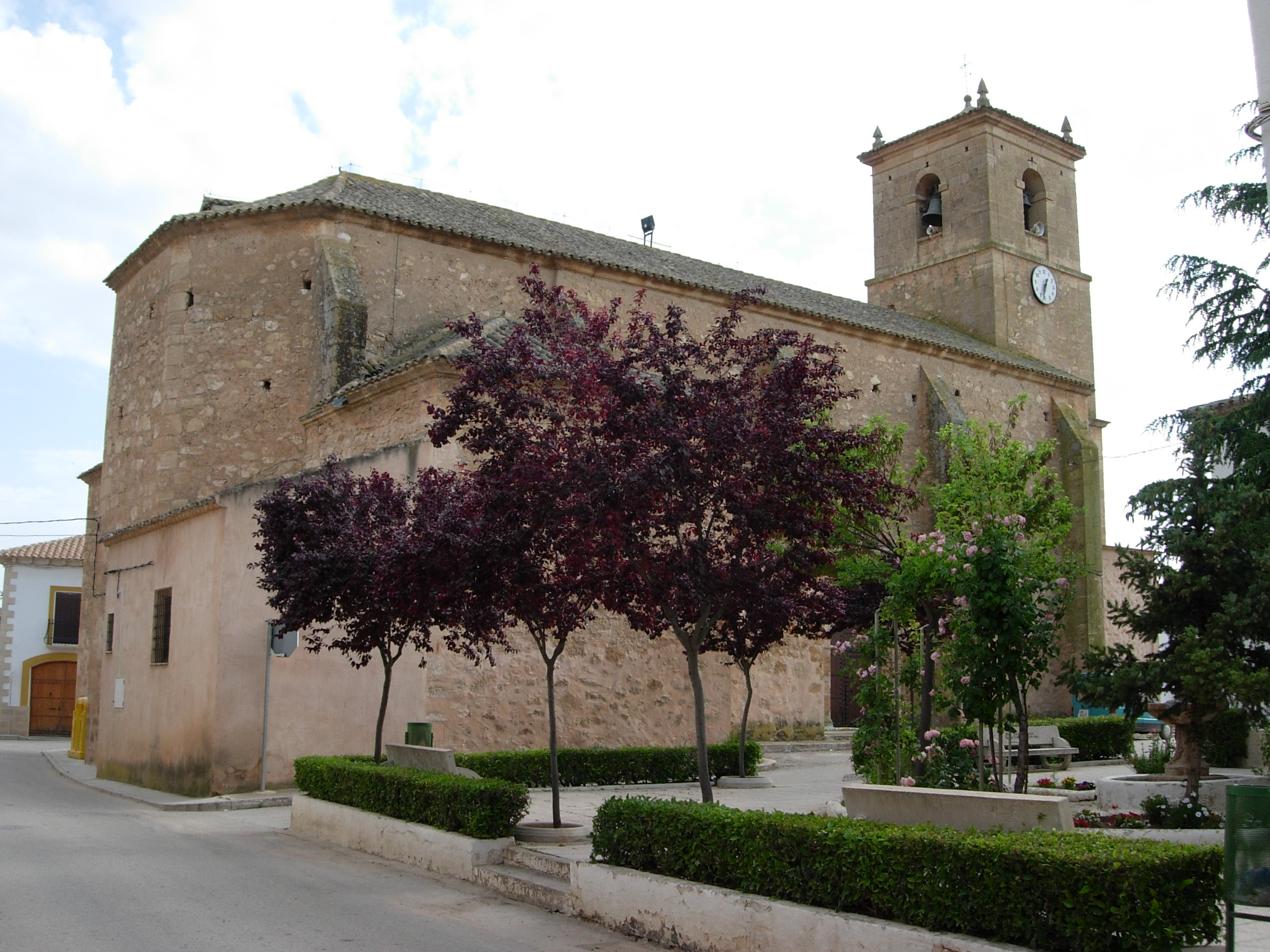
Iglesia de El Picazo desde la plaza del Ayuntamiento

- La iglesia, de comienzos del siglo XVI. Se encuentra en la plaza del Ayuntamiento.
- La casa-palacio de don Mateo Jerónimo Villanueva, actual centro social, del siglo XVII o anterior. Se encuentra en la calle de San Mateo.
- La casa-palacio de don Diego Villanueva, del siglo XVII. Se encuentra en la calle de San Mateo.
- La casa-palacio de los Ruiz de Monsalve, de finales del siglo XVII. Se encuentra en la plaza Mayor.